# Nässjö FF
Nässjö FF (NFF) är en fotbollsförening i Nässjö i Sverige. Klubben bildades den 1 januari 1985 genom utbrytning av fotbollssektionen i Nässjö IF och har spelat i Sveriges andra och tredjedivision. Hemmamatcherna spelas på Skogsvallen. Klubben har cirka 1700 medlemmar, varav ca. 800 är aktiva. Säsongen 2025 har de ett herrlag i division 3 och ett damlag i division 3. De har dessutom runt 25 ungdomslag. Nässjö FF har ett U-lag i Utv A Norra.

## Ledare
- Ordförande: Ulf Jonsson
- Sportchef: Thom Nilsson
- Huvudtränare: Markus Vaapil
- Ass Tränare: Thomas Lövdahl
- U-Lagtränare: Stefan Stenebrand
- Lagledare: Stefan Rosenqvist
- Målvaktstränare: Stefan Ericson
- Massör/Läkare:
- Material: Hugo Andersson
- Material: Fredrik Almström
- Ass Material: Thomas Dahlberg

## Spelare

### Målvakter
- Isac Almström #1
- Alex Brickarp
- Joakim Lägervik #33

### Utespelare
- Mahmoud Sheikh #3
- Tomislav Jakesevic #19
- Petter Larsson #5
- Albin Bromander #2
- Emin Lager #12
- Edris Ahmadi #20
- Pontus Göth #11
- Calle Palmqvist #16
- Zulfiqar Tanriverdiyev #7
- Noah Norden #23
- Tobias Svensson #10
- Douglas Lindh #4
- Ismael Diomande #22
- Malte Borgström #21
- Andrej Andrijic #15
- Elliot Boesen #14